# Lieja-Bastoña-Lieja 2025
La 111.ª edición de la clásica ciclista Lieja-Bastoña-Lieja fue una carrera en Bélgica que se celebró el 27 de abril de 2025 sobre un recorrido de 252 kilómetros con inicio y final en la ciudad de Lieja.
La prueba formó parte del UCI WorldTour 2025, calendario ciclístico de máximo nivel mundial, y fue la decimonovena carrera de dicho circuito. El vencedor fue el esloveno Tadej Pogačar del UAE Emirates XRG, quien estuvo acompañado en el podio por el italiano Giulio Ciccone del Lidl-Trek y el irlandés Ben Healy del EF Education-EasyPost, segundo y tercer clasificado respectivamente.

## Equipos participantes
Tomaron parte en la carrera 25 equipos: los 18 de categoría UCI WorldTeam y 7 de categoría UCI ProTeam. Formaron así un pelotón de 175 ciclistas de los cuales finalizaron 129. Los equipos participantes fueron:
| WorldTeams (18)- EF Education-EasyPost - Alpecin-Deceuninck - Arkéa-B&B Hotels - XDS Astana Team - Bahrain-Victorious - Cofidis - Decathlon AG2R La Mondiale Team - Groupama-FDJ - Ineos Grenadiers - Intermarché-Wanty - Lidl-Trek - Movistar Team - Red Bull-BORA-hansgrohe - Soudal Quick-Step - Team Picnic-PostNL - Team Jayco AlUla - Team Visma \| Lease a Bike - UAE Team Emirates XRG ProTeams (7)- Wagner Bazin WB - Lotto - Q36.5 Pro Cycling Team - Team TotalEnergies - Tudor Pro Cycling Team - Israel-Premier Tech - Uno-X Mobility |
| |

## Clasificación final
La clasificación finalizó de la siguiente forma:
| \| Clasificación general \| Clasificación general \| Clasificación general \| Clasificación general \| Clasificación general \| \| Ciclista \| Ciclista \| Equipo \| Tiempo \| \| \| --------------------- \| ---------------------- \| -------------------------- \| --------------------- \| --------------------- \| \| 1.º \| Tadej Pogačar \| UAE Team Emirates XRG \| 6 h 00 min 09 s \| \| \| 2.º \| Giulio Ciccone \| Lidl-Trek \| + 1 min 03 s \| \| \| 3.º \| Ben Healy \| EF Education-EasyPost \| + 1 min 03 s \| \| \| 4.º \| Simone Velasco \| XDS Astana Team \| + 1 min 10 s \| \| \| 5.º \| Thibau Nys \| Lidl-Trek \| + 1 min 10 s \| \| \| 6.º \| Andrea Bagioli \| Lidl-Trek \| + 1 min 10 s \| \| \| 7.º \| Daniel Felipe Martínez \| Red Bull-Bora-Hansgrohe \| + 1 min 10 s \| \| \| 8.º \| Axel Laurance \| Ineos Grenadiers \| + 1 min 10 s \| \| \| 9.º \| Thomas Pidcock \| Q36.5 Pro Cycling Team \| + 1 min 10 s \| \| \| 10.º \| Neilson Powless \| EF Education-EasyPost \| + 1 min 10 s \| \| \| 11.º \| Michael Matthews \| Team Jayco AlUla \| + 1 min 10 s \| \| \| 12.º \| Oscar Onley \| Team Picnic-PostNL \| + 1 min 10 s \| \| \| 13.º \| Tiesj Benoot \| Team Visma \\| Lease a Bike \| + 1 min 10 s \| \| \| 14.º \| Emiel Verstrynge \| Alpecin-Deceuninck \| + 1 min 10 s \| \| \| 15.º \| Alex Aranburu \| Cofidis \| + 1 min 10 s \| \| \| 16.º \| Lennert Van Eetvelt \| Lotto \| + 1 min 10 s \| \| \| 17.º \| Andreas Leknessund \| Uno-X Mobility \| + 1 min 10 s \| \| \| 18.º \| Aurélien Paret-Peintre \| Decathlon-AG2R La Mondiale \| + 1 min 10 s \| \| \| 19.º \| Romain Grégoire \| Groupama-FDJ \| + 1 min 10 s \| \| \| 20.º \| Ben Tulett \| Team Visma \\| Lease a Bike \| + 1 min 10 s \| \| |                        |                            |                 |
| |                        |                            |                 |
| Fuente: ProCyclingStats |                        |                            |                 |
| Clasificación general |                        |                            |                 |
| Ciclista | Ciclista               | Equipo                     | Tiempo          |
| 1.º | Tadej Pogačar          | UAE Team Emirates XRG      | 6 h 00 min 09 s |
| 2.º | Giulio Ciccone         | Lidl-Trek                  | + 1 min 03 s    |
| 3.º | Ben Healy              | EF Education-EasyPost      | + 1 min 03 s    |
| 4.º | Simone Velasco         | XDS Astana Team            | + 1 min 10 s    |
| 5.º | Thibau Nys             | Lidl-Trek                  | + 1 min 10 s    |
| 6.º | Andrea Bagioli         | Lidl-Trek                  | + 1 min 10 s    |
| 7.º | Daniel Felipe Martínez | Red Bull-Bora-Hansgrohe    | + 1 min 10 s    |
| 8.º | Axel Laurance          | Ineos Grenadiers           | + 1 min 10 s    |
| 9.º | Thomas Pidcock         | Q36.5 Pro Cycling Team     | + 1 min 10 s    |
| 10.º | Neilson Powless        | EF Education-EasyPost      | + 1 min 10 s    |
| 11.º | Michael Matthews       | Team Jayco AlUla           | + 1 min 10 s    |
| 12.º | Oscar Onley            | Team Picnic-PostNL         | + 1 min 10 s    |
| 13.º | Tiesj Benoot           | Team Visma \| Lease a Bike | + 1 min 10 s    |
| 14.º | Emiel Verstrynge       | Alpecin-Deceuninck         | + 1 min 10 s    |
| 15.º | Alex Aranburu          | Cofidis                    | + 1 min 10 s    |
| 16.º | Lennert Van Eetvelt    | Lotto                      | + 1 min 10 s    |
| 17.º | Andreas Leknessund     | Uno-X Mobility             | + 1 min 10 s    |
| 18.º | Aurélien Paret-Peintre | Decathlon-AG2R La Mondiale | + 1 min 10 s    |
| 19.º | Romain Grégoire        | Groupama-FDJ               | + 1 min 10 s    |
| 20.º | Ben Tulett             | Team Visma \| Lease a Bike | + 1 min 10 s    |

## Ciclistas participantes y posiciones finales
Convenciones:
- AB: Abandono
- FLT: Retiro por llegada fuera del límite de tiempo
- NTS: No tomó la salida
- DES: Descalificado o expulsado

## UCI World Ranking
La Lieja-Bastoña-Lieja otorgó puntos para el UCI World Ranking para corredores de los equipos en las categorías UCI WorldTeam, UCI ProTeam y Continental. Las siguientes tablas son el baremo de puntuación y los diez ciclistas que obtuvieron más puntos:
| Posición   | 1.º | 2.º | 3.º | 4.º | 5.º | 6.º | 7.º | 8.º | 9.º | 10.º | 11.º | 12.º | 13.º | 14.º | 15.º | 16.º-20.º | 21.º-30.º | 31.º-50.º | 51.º-55.º | 56.º-60.º |
| Puntuación | 800 | 640 | 520 | 440 | 360 | 280 | 240 | 200 | 160 | 135  | 110  | 95   | 85   | 65   | 55   | 50        | 30        | 15        | 10        | 5         |

| Clasificación |                        |                         |        |
| Posición      | Ciclista               | Equipo                  | Puntos |
| ------------- | ---------------------- | ----------------------- | ------ |
| 1.º           | Tadej Pogačar          | UAE Emirates XRG        | 800    |
| 2.º           | Giulio Ciccone         | Lidl-Trek               | 640    |
| 3.º           | Ben Healy              | EF Education-EasyPost   | 520    |
| 4.º           | Simone Velasco         | XDS Astana              | 440    |
| 5.º           | Thibau Nys             | Lidl-Trek               | 360    |
| 6.º           | Andrea Bagioli         | Lidl-Trek               | 280    |
| 7.º           | Daniel Felipe Martínez | Red Bull-BORA-hansgrohe | 240    |
| 8.º           | Axel Laurance          | INEOS Grenadiers        | 200    |
| 9.º           | Thomas Pidcock         | Q36.5                   | 160    |
| 10.º          | Neilson Powless        | EF Education-EasyPost   | 135    |